# 北方-南帕斯天然气田
北方-南帕斯油气田是位于亚洲西部波斯湾的一个特大天然气田，是世界上已知的最大天然气田，位于伊朗和卡塔尔之间。
北方-南帕斯油气田总面积大约是9700平方公里，其中北部3700平方公里位于伊朗水域内，被称为南帕斯气田；其余南部6000平方公里位于卡塔尔水域内，被称为北方气田。

## 地质
北方-南帕斯天然气田由两个不相关的地质结构组成，一个是在三叠纪，另一个是在二叠纪形成的。每个构造又分为两个不同的储集层，每个层之间有不透气的隔碍，因此整个气田由四个独立的储集层组成，它们分别被编号为1、2、3和。
这个气田是所谓的结构的一部分，在北方和东北方这个结构的边界是札格羅斯折叠带。气田里二叠纪和三叠纪的储藏层藏有波斯湾内大量的天然气。

## 储量
北方-南帕斯天然气田预计的总储存量为51万亿立方米，此外还有约500亿桶凝聚油，全部储量折合大约3600亿桶石油，是世界上最大的碳氢化合物储藏地，甚至远大于总储量为1700亿桶原油的世界上最大的油田—加瓦尔油田。北方-南帕斯天然气田可开采天然气储藏相当于2150亿桶原油，此外它还含有相当于2300亿桶原油的可开采凝聚碳氢化合物。
北方-南帕斯天然气田的可开采率为约70%，相当于36,000立方千米可开采的天然气，占世界可开采天然气的总储藏约19%。伊朗部分的估计含量为14,200立方千米，其中10,100立方千米可开采。这是伊朗已知可开采总储藏的36%，世界已知储藏的5.6%。而卡塔尔部分估计含有25,500立方千米可开采天然气，这是卡塔尔已知天然气储藏的99%，世界已知天然气储藏的14%。此外，伊朗部分还含有180亿桶凝聚，其中估计90亿桶是可开采的。卡塔尔部分估计有300亿桶凝聚，其中至少有100亿桶是可开采的。

## 开发史

### 南帕斯天然气田

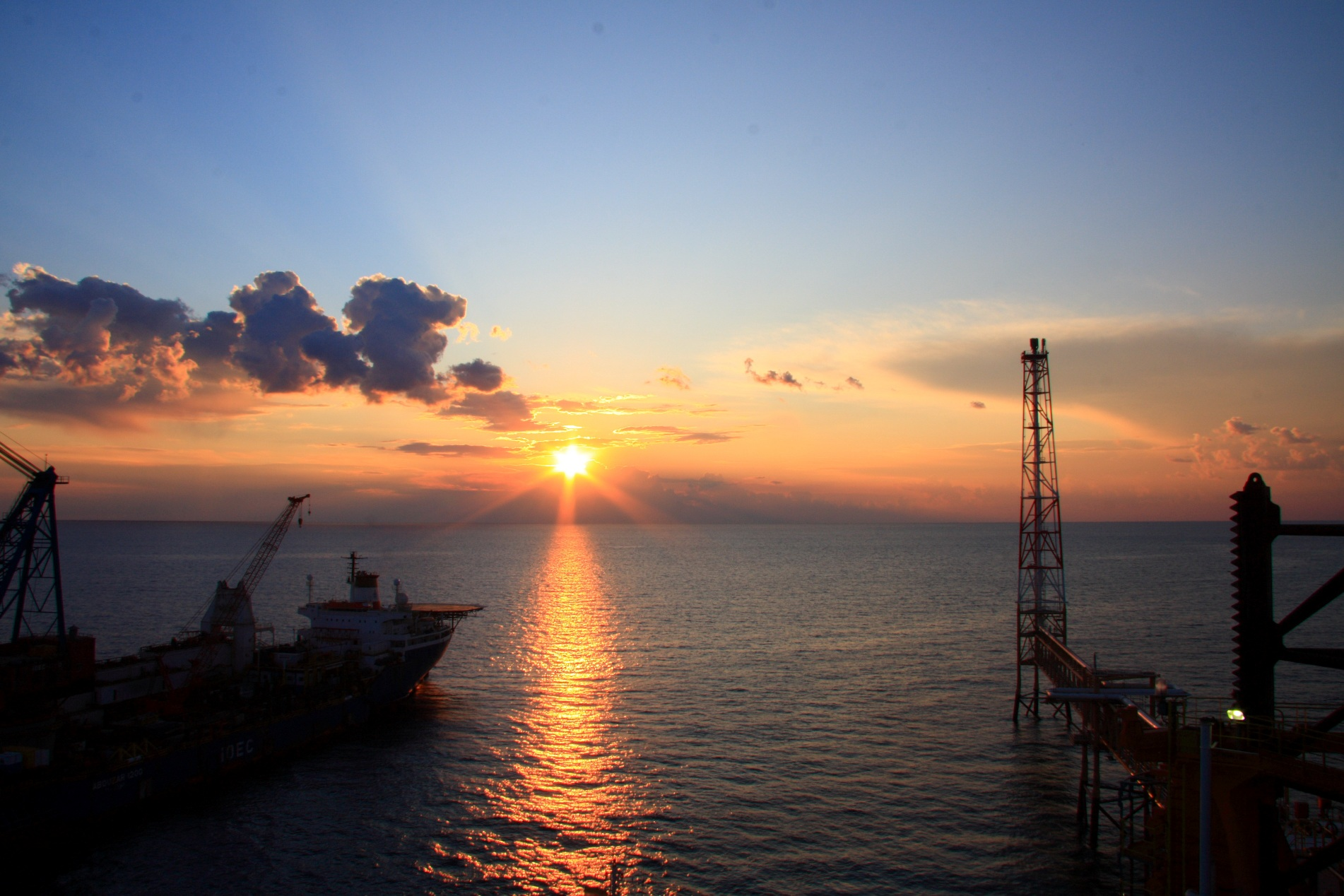
南帕斯區域

1990年伊朗国家石油公司发现了南帕斯天然气田。伊朗国家石油公司的分公司帕斯油气公司拥有与南帕斯有关的所有项目的权利。由于多种原因（技术原因、合同原因和政治原因）开发被推迟。2002年12月开始产气。天然气通过管道传到大陆上，在阿萨鲁耶加工。目前每天开采32,000立方米凝聚，2010年计划每天开采79,000立方米。
伊朗国家石油公司计划了24个阶段来开发这个气田，最终计划每天开采8.5亿立方米天然气和一百多万桶凝聚。2008年初第五阶段已经完成，至2008年末第十阶段计划完成。从第12、15、16、17和18阶段还在计划中。第11、13和14阶段是帕斯和波斯液化计划。第19至24阶段还在商议中。
第11阶段的帕斯液化项目是伊朗国家石油公司（50%）、道达尔（30%）和馬來西亞國家石油（20%）的合作项目。开始的工作量为两条每年生产500万吨液化天然气的生产线。第12阶段的伊朗液化气计划完全是伊朗国家石油公司的项目。计划一开始的工作量为两条每年生产500万吨液化气的生产线。第13和14阶段是波斯液化气项目，它是伊朗国家石油公司（50%）和壳牌公司（25%）与莱普索尔公司（25%）的合作项目。这个项目开始的生产量计划为两条每年产800万吨液化气的生产线。2008年5月由于伊朗国家石油公司想要加快第13阶段的发展，因此各方达成协议把第13阶段与第20或21阶段交换。

### 北方气田
北方气田于1971年被发现，1989年开始生产。2005年卡塔尔石油公司担心北方气田的开采速度过快，会降低储藏的压力，最后减低长远开采能力。
2005年初政府设立了一份备忘录来研究该储藏的情况，为今后的开采作准备。这个研究估计在2009年前不会结束，因此新计划在2010年前不会出现。但是这份备忘录对它设立以前的计划已经产生了影响。2007年10月29日卡塔尔石油公司总裁称该五年备忘录可能会延长到2011或2012年。这个备忘录导致对卡塔尔方气田存量的问题。有传闻说该备忘录是因为一些井钻下去后出乎意料是干的，因此才导致对该气田的结构和存量进行进一步的考察。
1997年之后，卡塔尔开始出口北方气田产出的液化气。2006年卡塔尔超过印度尼西亚成为世界上最大的液化气出口国。卡塔尔计划到2012年建成世界上最大的液化气出口设施。
卡塔尔液化天然气生产公司和拉斯盖斯天然气公司是卡塔尔的两个不同的负责液化气生产的公司。根据卡塔尔当时的计划到2012年北方气田每日计划生产7.6亿立方米天然气。